# شوبا
شوبا (انگلیسی: Shoba; ۲۳ سپتامبر ۱۹۶۲ – ۱ مهٔ ۱۹۸۰) هنرپیشه اهل هند بود. وی بین سال‌های ۱۹۶۵ تا ۱۹۸۰ میلادی فعالیت می‌کرد.
وی همچنین برندهٔ جوایزی همچون جایزه ملی فیلم بهترین بازیگر زن و جایزه فیلم‌فیر جنوب بهترین بازیگر زن تامیلی شده‌است.
او در فیلم شعله بازی کرده است.